# Cangur arborícola grisenc
El cangur arborícola grisenc (Dendrolagus inustus) és una espècie de marsupial de la família dels macropòdids. Viu als boscos dels peus de muntanya al nord i l'oest de Nova Guinea. També se'l coneix a l'illa de Yapen, mentre que la seva presència a Salawati i Waigeo és incerta.